# Halasfalva
Halasfalva település Romániában, Moldvában, Iași megyében.

## Fekvése
Románvásártól északnyugatra, a Szeret jobb partján fekvő csángó település.

## Története
Halasfalva egyike a legészakibb csángó településeknek.
Nevét az oklevelek 1520-ban említették először
A hagyományok szerint régen nem a mai helyén, hanem a Szeret völgyében a Kenderesek nevű helyen feküdt, ahonnan lakói az árvízveszély miatt költözött a falu mai helyére, a tölgyerdő által védett magaslatra.
A települést Román megye megszűnése után csatolták néhány másik településsel együtt Iași megyéhez.
A települést a feltételezések szerint egy Erdélyből jött Sandru (Sándor) nevű magyar és felesége alapította. További birtokosai gyakran változtak.
A 17. században Halasfalva egy időre elnéptelenedett, és csak 1757 körüli időben népesedett be újra katolikus vallású magyar lakosokkal, és két évre rá már fa templomuk is volt.
1756 körül Halasfalva Constantin Sturdza pohárnok birtoka volt, akinek Ionachie, Románvásár püspöke engedte át egy a Szereten átívelő híd építése fejében. Valószínű ez az új birtokos telepítette a katolikus lakosok magyar őseit.
A falu katolikus közössége gyors növekedésnek indult, 1763-ban már 223 lakosa volt 31 családban. 1763-ban pedig már 60 családot számoltak össze.
Az 1787-1791 évi háború idején az osztrák csapatok összeírásában már tekintélyes faluként említették Cheleuscheschty néven, melyben 68 ház állt 68 családfővel és 15 lovat, 110 ökörfogatot tudtak kiállítani.
1800-1801-ben Gatti Vince egyházmegyei prefektus 9 plébániát sorolt fel, ezek egyike Alloceste (Halaucsest) volt, és ekkor 1499 lakost számoltak itt össze 463 családban.
1807-ben Hammer konzul a magyar alattvalókról Bécsbe küldött kimutatásában Halasfalván 2367 lakost említett 460 családban, mely szerint abban az időben egyike volt Moldva legjelentősebb csángó településeinek.
1851-ben a Julianus naptár mellékleteként kiadott schematismusban a területen 22 plébániát, 186 filiát és 208 helységet soroltak fel, köztük a halasfalvi plébániát is, melynek közhasználati nyelveként a magyart, románt és a németet is feltüntették. 12 fiókegyháza volt, 3107 lélekszámmal, mely 1875-re 2684 lélek lett, 5 fiókegyházzal, és a használt nyelvként már a román volt feltüntetve.
A 19. század végén Halasfalva Bals bojár birtokközpontja volt.
Az 1800-as évek végén Halasfalva minorita rendtartományi székhely volt rendházzal, noviciátussal és teológiával, majd 1923-ban itt nyomdát is alapítottak, 1936-ban pedig gimnáziumot is nyitottak itt, és a Szabófalván, majd Buteában működő tanítóképzőt is ide telepítették át.

## Nevezetességek
- Római katolikus templomát 1842-ben építették téglából az 1774-ben épített fatemplom helyett.